# Francesco Peretti di Montalto
Francesco Peretti di Montalto (ur. w 1595 w Rzymie, zm. 5 maja 1655 tamże) – włoski kardynał.

## Życiorys
Urodził się w 1595 roku w Rzymie, jako syn Michele Perettiego Damasceniego i Margherity della Somaglii. Został zachęcony przez ojca, by poślubić księżniczkę z rodu Cesi. Gdy Damasceni zobaczył wybrankę syna, zakochał się w niej i sam postanowił się z nią ożenić. Po tym zdarzeniu, Peretti opuścił dom rodzinny, udał się w podróż, a następnie przyjął święcenia kapłańskie. 16 grudnia 1641 roku został kreowany kardynałem prezbiterem i otrzymał kościół tytularny San Girolamo dei Croati. 30 maja 1650 roku został wybrany arcybiskupem Monreale, a 7 czerwca przyjął sakrę. W okresie 1653–1654 pełnił funkcję kamerlinga Kolegium Kardynałów. Zmarł 5 maja 1655 roku w Rzymie.